# The Way That I Love You
"The Way That I Love You" – piosenka R&B stworzona przez Ashanti Douglas na czwarty album studyjny wokalistki, The Declaration (2008). Wyprodukowany przez L. T. Huttona, utwór wydany został jako pierwszy singel z krążka dnia 29 stycznia 2008 w Stanach Zjednoczonych.

## Informacje o singlu
W marcu 2008, "The Way That I Love You" zadebiutował na notowaniu Billboard Hot 100, na pozycji #88 i od tamtej pory piosenka osiągnęła jako najwyższe, miejsce #37. Jest to pierwszy utwór Ashanti, który znalazł się na liście od momentu kiedy sukces na Hot 100 zyskał utwór "Only U" w roku 2005. Kompozycja znalazła się na miejscu #2 notowania Hot R&B/Hip-Hop Songs, czyniąc w ten sposób "The Way That I Love You" szóstą piosenką wokalistki, która znalazła się w Top 10 wspomnianego notowania.
Z powodu słabej promocji w Wielkiej Brytanii, utwór nie zadebiutował na tamtejszym oficjalnym notowaniu Top 100 najlepiej sprzedających się singli. "The Way That I Love You" znalazł się jedynie na oficjalnej liście w Polsce zyskując miejsce #64.

## Teledysk
Teledysk do singla, reżyserowany przez Kevina Braya, rozpoczyna się rozmową Ashanti z operatorem numeru 911 proszącą o pomoc. Następnie pojawia się wokalistka w wannie, która po chwili zanurza się w wodzie. Klip opiera się na odkryciu przez artystkę zdrady dzięki bilansowi telefonu komórkowego oraz wyciągu z karty kredytowej. Po zapoznaniu się z faktami, artystka dokonuje zbrodni. Po odkryciu przez policjantów krwi na podłodze i zakrwawionego noża kuchennego Ashanti zostaje aresztowana. Podczas trwania teledysku pojawiają się ujęcia ukazujące wokalistkę śpiewającą w srebrnej sukience w celi oraz kuchni. Końcowe zdjęcia z klipu pokazują, że cała fabuła teledysku była jedynie snem wokalistki.
Wideoklip miał premierę dnia 27 lutego 2008 roku w programie 106 & Park stacji BET.

## Listy utworów i formaty singla
Promocyjny CD singel
1. "The Way That I Love You" (Main Version) - 4:30
2. "The Way That I Love You" (New Intro) - 4:49
3. "The Way That I Love You" (Radio Edit) - 3:53
4. "The Way That I Love You" (Instrumental) - 4:30

## Pozycje na listach
| Lista przebojów (2008)              | Najwyższa pozycja |
| ----------------------------------- | ----------------- |
| USA Billboard Hot 100               | 37                |
| USA Billboard Hot R&B/Hip-Hop Songs | 2                 |